# Wrangelinsel
Die Wrangelinsel (russisch О́стров Вра́нгеля – Ostrow Wrangelja) ist eine russische Insel im Arktischen Ozean. Im Osten grenzt sie an die Tschuktschensee, im Westen an die Ostsibirische See. Sie gehört zum Rajon Iultin im Autonomen Kreis der Tschuktschen.
2004 wurde ihre Landschaft von der UNESCO zum nördlichsten Weltnaturerbe erklärt und in die Liste des Weltkultur- und Naturerbes der Menschheit aufgenommen. Bereits seit 1976 existierte das „Naturreservat Wrangelinsel“.

## Geografie
Die Insel ist etwa 7608 km² groß. Zum Naturreservat gehören weiterhin ein paar kleine vorgelagerte Eilande und die etwa 65 km nordöstlich liegende und nur 11 km² große Insel Herald. Die Wrangelinsel stellt die Trennstelle zwischen der westlich angrenzenden Ostsibirischen See und der östlich gelegenen Tschuktschensee (die zur Beringstraße überleitet) dar; südlich trennt die Longstraße die Insel vom etwa 150 km entfernten asiatischen Festland und damit von Ostsibirien.
Obwohl ihre Berge bis zu 1096 m über den Meeresspiegel aufragen (Herald-Insel bis zu 372 m) und die Wrangelinsel im Winter völlig von Treibeisschollen eingeschlossen wird, ist das Land nicht vergletschert. Allerdings ist die Insel, die etwa 500 bis 600 km jenseits des Nördlichen Polarkreises und etwa 2000 km vom Nordpol entfernt ist, nicht nur in der Polarnacht des Winters von einer teils dicken Schneedecke überzogen. Die sich nördlich anschließende polare Packeisgrenze ist in dieser Gegend in der Regel nur etwa 100 bis 200 km entfernt. Daher kommt es vor, dass die Wrangelinsel selbst im Sommer nur schwer erreichbar ist, wenn sie von dicken Treibeisschollen umschlossen wird.
Die Insel ist in Ost-West-Richtung etwa 150 km lang und in Nord-Süd-Richtung bis zu 80 km breit.

## Geschichte
Fossilienfunde belegen, dass auf der Wrangelinsel noch bis etwa 1700 v. Chr. das Wollhaarmammut zu Hause war. Die bis vor etwa 12.000 Jahren aufgrund des niedrigeren Meeresspiegels mit dem nordostasiatischen Festland verbundene Insel stellte damit eines der letzten Rückzugsgebiete der Art während des Holozäns dar.
1823 vermutete Ferdinand von Wrangel bei der Kartierung der Nordküste Ostsibiriens die Existenz einer noch unentdeckten Insel im Nordpolarmeer, nachdem er beobachtet hatte, dass Vogelschwärme weiter auf das Polarmeer hinausflogen. Die einheimischen Tschuktschen bestätigten dies, und Wrangel verzeichnete die Insel in seiner Karte als „Berge, bei heiterem Sommerwetter vom Kap Jakan sichtbar“. Auf der Suche nach der verschollenen Franklin-Expedition sichtete Henry Kellett die Insel 1849 von der Herald-Insel aus und benannte sie nach seinem Schiff „Plover-Insel“. 1867 zeichnete der US-amerikanische Walfänger Thomas Long die Südküste der Insel in die Karte ein und nannte sie „Wrangell’s Land“. Der von Eduard Dallmann 1880 erhobene Anspruch, die Insel bereits 1866 betreten zu haben, wurde nicht anerkannt. Am 12. August 1881 wurde die Wrangelinsel von Kapitän Calvin L. Hooper erstmals betreten. Er hisste die Flagge der Vereinigten Staaten und nannte die Insel New Columbia. Der Name setzte sich aber nicht durch.
1911 errichtete die Besatzung des russischen Eisbrechers Waigatsch, der die Insel im Rahmen der Hydrographischen Expedition des Nördlichen Eismeers anlief, am Südwestkap ein kleines Seezeichen.

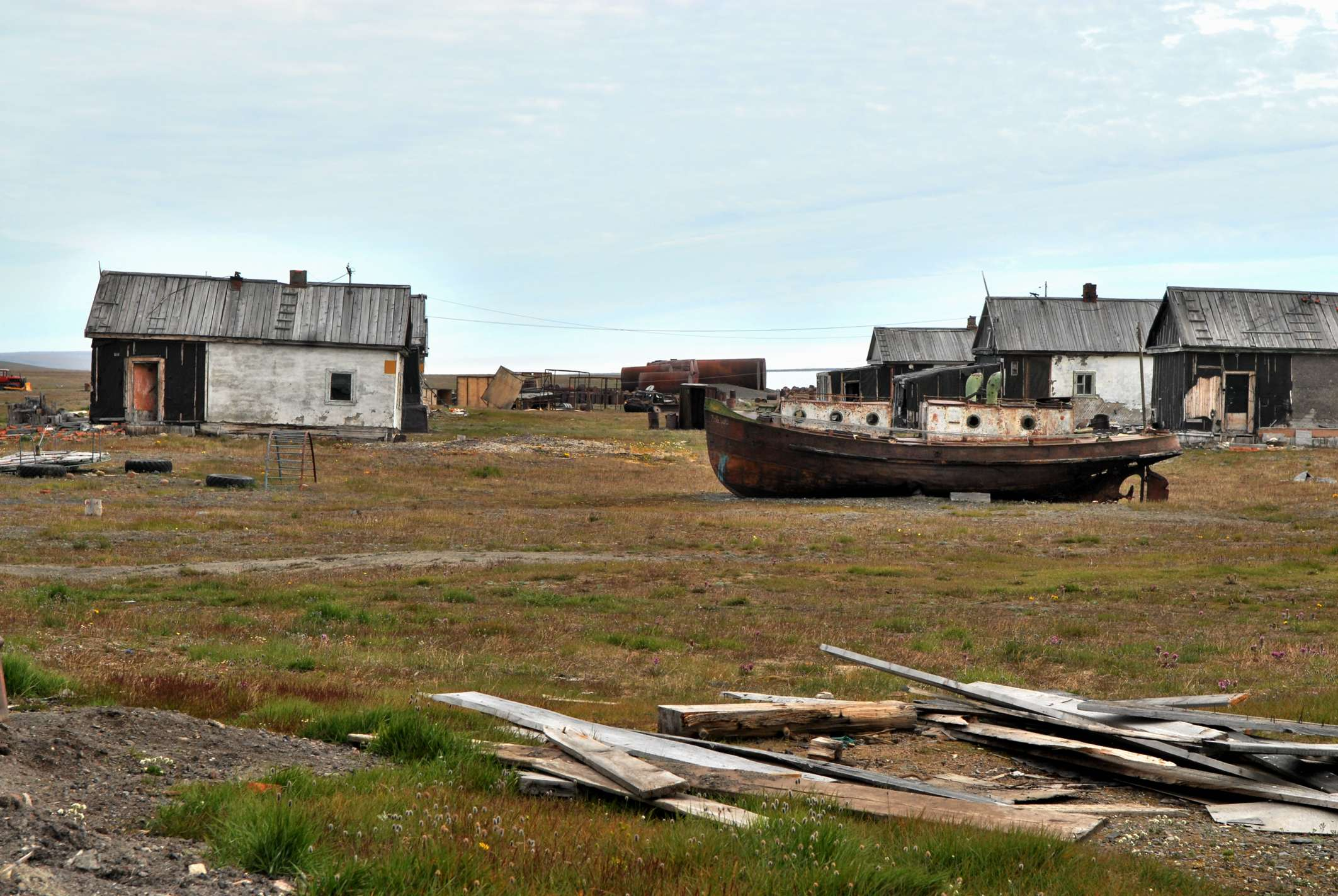
Die verlassene Siedlung Uschakowskoje (2013)

Im Januar 1914 sank die Karluk, das Flaggschiff der kanadischen Arktisexpedition unter Vilhjálmur Stefánsson, nach fünfmonatiger Drift durch die Beaufort- und die Tschuktschensee. 14 Männer, zwei Frauen und ein Kind retteten sich auf die Wrangelinsel. Während Kapitän Robert Bartlett (1875–1946) mit dem Eskimojäger Kataktovik zum Festland marschierte, um Hilfe zu organisieren, starben drei Männer auf der Insel, bevor das Handelsschiff King and Winge die Überlebenden am 7. September aufnahm.
Um dem Britischen Reich, dem Kanada als Dominion angehörte, den Besitz der Insel zu sichern, initiierte Stefánsson 1921 einen missglückten Siedlungsversuch. Am 16. September wurden der Kanadier Allan R. Crawford sowie die drei US-Amerikaner Frederick W. Maurer (1893–1923), Milton Galle (1902–1923) und Errol Lorne Knight (1893–1923) gemeinsam mit der Iñupiatfrau Ada Blackjack (1898–1983) auf der Wrangelinsel abgesetzt. Ein 1922 von Stefánsson entsandtes Versorgungsschiff musste auf Grund ungünstiger Eisverhältnisse nach Nome zurückkehren. Am 28. Januar 1923 verließen Crawford, Maurer und Galle die Insel, um zu versuchen, das sibirische Festland zu Fuß zu erreichen. Sie sind seitdem verschollen. Der zurückgebliebene Knight erkrankte an Skorbut und starb am 22. Juni. Am 19. August 1923 erreichte die Donaldson die Wrangelinsel und nahm Ada Blackjack als einzige Überlebende an Bord. Dafür blieb der US-Amerikaner Charles H. Wells mit zwölf Eskimos auf der Insel. 1924 verkaufte Stefánsson seine vermeintlichen Rechte an der Wrangelinsel an Carl J. Lomen (1880–1965), der in Alaska 40.000 Rentiere besaß. Ein sowjetisches Kanonenboot unter dem Kommando von Boris Dawydow erreichte die Insel im August 1924 und schaffte die Siedler um Wells nach Wladiwostok.
Unter Leitung des Geographen Georgi Uschakow wurde 1926 die nach ihm benannte Siedlung Uschakowskoje an der Südküste der Insel errichtet. Damit sollte nach den verschiedenen Aneignungsversuchen durch dauerhafte Präsenz die Zugehörigkeit der Insel zur Sowjetunion angezeigt werden. Als Lohnarbeiter eines Sowchos fingen die Bewohner Uschakowskojes Polarfüchse und handelten mit Eisbärfellen, Walrosshauern und anderer Jagdbeute. Ein Jahr später kam eine Funkstation dazu. Anfänglich wohnten 60 Personen auf der Insel: zehn Eskimofamilien aus der Gegend von Prowidenija, Tschuktschen-Jäger mit ihren Familien sowie Uschakow mit seiner Frau und ein Arzt mit seiner Frau. In den 1990er Jahren wurde die Bevölkerung mit 100 Personen beziffert. Gegenwärtig gibt es keine ständigen Einwohner mehr.
Die Streitkräfte Russlands unterhalten einen Außenposten auf der Insel.

## Flora und Fauna

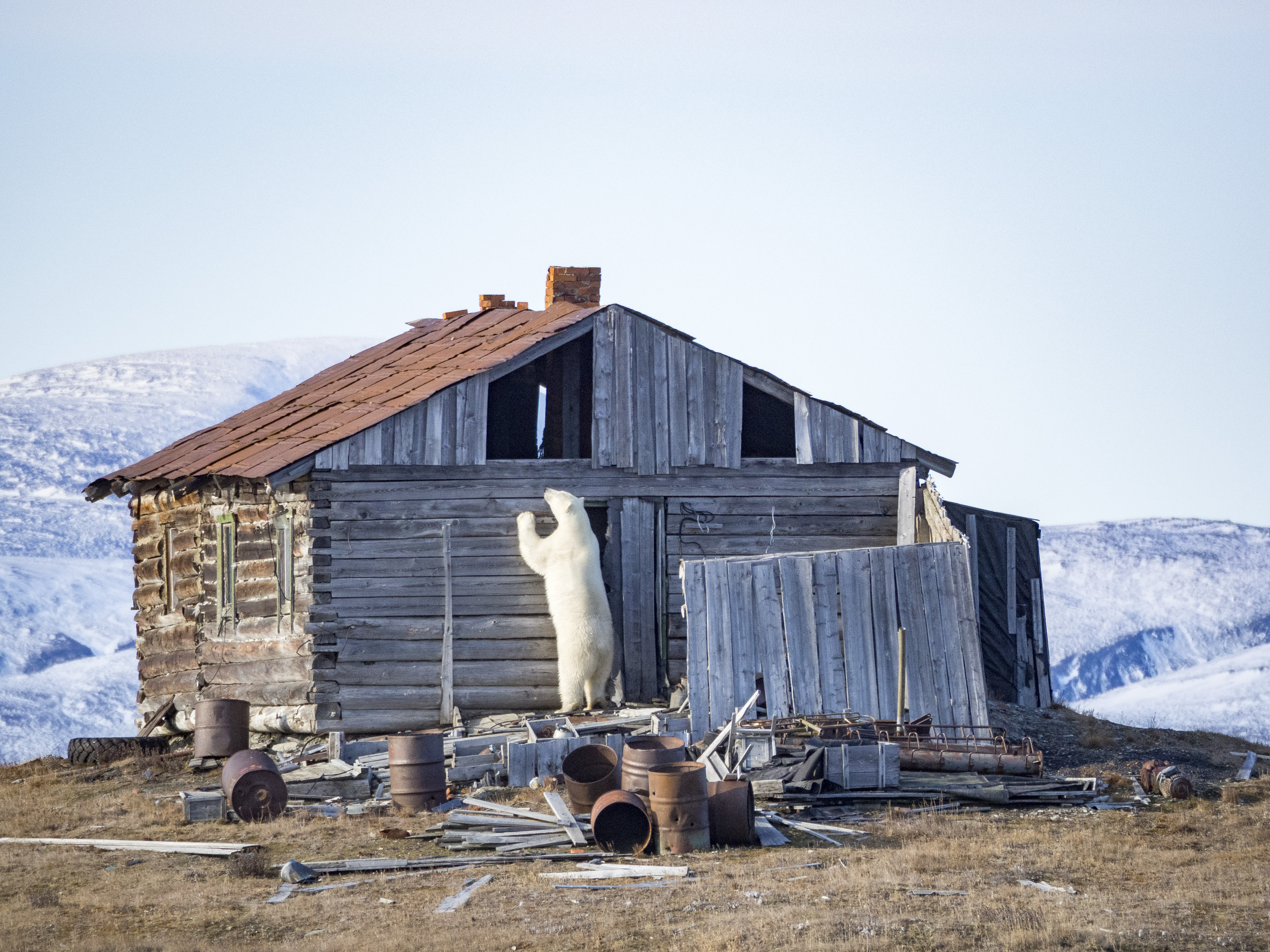
Eisbär auf der Wrangelinsel

Die Landschaft auf der Wrangelinsel wird ausschließlich von der arktischen Tundra beherrscht; in den Höhenlagen finden sich unbewachsene Frostschuttwüsten. Der nördliche Teil der Insel wird von einer Niederung eingenommen, die im Sommer sumpfig ist und sogar von einem kleinen Fluss durchflossen wird. In der nur wenige Wochen andauernden warmen Jahreszeit stürzen außerdem noch einige Bäche von den Berghängen. Wegen des Permafrosts und des nur geringen Wassergehalts im Boden können sich keine hohen Pflanzen wie zum Beispiel Bäume entwickeln. Daher herrschen Flechten, Moose, Mohne und Farne vor. Die Flora ist im Vergleich mit anderen arktischen Gebieten sehr artenreich. Mit 417 Pflanzenarten leben hier doppelt so viele Arten wie auf vergleichbaren Flächen und mehr als auf jeder anderen arktischen Insel. Die meisten dieser Pflanzen, die auf den Berghängen gedeihen, werden nur wenige Zentimeter hoch.
Die letzten Mammuts starben auf der Wrangelinsel erst ca. 1700 v. Chr. (weitere Angaben reichen von 5700 bis 1500 v. Chr.) aus, ca. 6000 Jahre später als im restlichen Eurasien.
Auf der Wrangelinsel leben u. a. Eisbären, Walrosse, Ringelrobben, Bartrobben, Polarfüchse und der Wrangel-Halsbandlemming (Dicrostonyx vinogradovi). Rentiere und Moschusochsen wurden in den 1950er bzw. 1970er Jahren erfolgreich angesiedelt. Zur artenreichen Vogelwelt (besonders Seevögel) gehören die Eiderente, die Schneegans, der Kormoran, die Ringelgans, der Steinwälzer und die Zwergschneegänse. BirdLife International weist die Wrangel- und die Heraldinsel deshalb als Important Bird Area (RU3082) aus.
Seit 1976 steht die Wrangelinsel gemeinsam mit der Heraldinsel als Sapowednik unter strengem Naturschutz. An dessen Schaffung war der sowjetische Zoologe Sawwa Uspenski (1920–1996), Vorsitzender der internationalen Arbeitsgruppe zum Schutz der Eisbären, wesentlich beteiligt.

## Klimatabelle
|                       | Jan   | Feb   | Mär   | Apr   | Mai   | Jun  | Jul | Aug  | Sep  | Okt   | Nov   | Dez   |   |      |
| Mittl. Tagesmax. (°C) | −19,4 | −21,7 | −18,9 | −13,3 | −5,6  | 2,8  | 5,6 | 4,4  | 0,0  | −6,1  | −13,9 | −17,2 | ⌀ | −8,5 |
| Mittl. Tagesmin. (°C) | −27,8 | −29,4 | −27,8 | −21,1 | −12,2 | −2,2 | 0,0 | −0,6 | −3,9 | −11,1 | −20,6 | −24,4 | ⌀ | −15  |
|                       |       |       |       |       |       |      |     |      |      |       |       |       |   |      |
| Niederschlag (mm)     | 24    | 10    | 16    | 10    | 9     | 11   | 25  | 25   | 22   | 19    | 18    | 11    | Σ | 200  |
|                       |       |       |       |       |       |      |     |      |      |       |       |       |   |      |
| Sonnenstunden (h/d)   | 0,1   | 2,1   | 6,3   | 8,9   | 6,4   | 7,8  | 7,3 | 4,0  | 2,4  | 1,6   | 0,1   | 0,0   | ⌀ | 3,9  |
|                       |       |       |       |       |       |      |     |      |      |       |       |       |   |      |
| Regentage (d)         | 2     | 2     | 3     | 2     | 3     | 3    | 5   | 6    | 4    | 5     | 3     | 2     | Σ | 40   |
|                       |       |       |       |       |       |      |     |      |      |       |       |       |   |      |
| Luftfeuchtigkeit (%)  | 77    | 78    | 77    | 79    | 83    | 86   | 88  | 89   | 85   | 81    | 79    | 78    | ⌀ | 81,7 |

| −27,8 |

| −29,4 |

| −27,8 |

| −21,1 |

| −12,2 |

| −2,2 |

| 0,0 |

| −0,6 |

| −3,9 |

| −11,1 |

| −20,6 |

| −24,4 |

| −27,8 |

| −29,4 |

| −27,8 |

| −21,1 |

| −12,2 |

| −2,2 |

| 0,0 |

| −0,6 |

| −3,9 |

| −11,1 |

| −20,6 |

| −24,4 |